# Karpás
Karpas es uno de los alimentos rituales del Séder de Pésaj. Se refiere a la acción de remojar una verdura en una salmuera o un líquido y luego ingerirlo. Las verduras pueden ser patatas, apio, perejil, rábanos y otros. el líquido puede ser cualquiera de los siete que se considera puro por la ley judía, aunque los más comunes son la salmuera y el vinagre. La idea de la salmuera es simbolizar las lágrimas de los esclavos judíos que vertían al sufrir penalidades en el Antiguo Egipto. Los vegetales simbolizan la venida de la primavera. La karpas se realizan al comienzo del Séder, justo cuando se remojaron las capas de José en sangre por sus hermanos, la palabra Karpas significa en hebreo "vestido".